# Ellipticus
Ellipticus é um género de coleópteros da família Erotylidae.